# Борислав Цеков
Борислав Цеков е български юрист – доктор по конституционно право, защитил в Института за държавата и правото при Българската академия на науките, хабилитиран университетски преподавател - доцент по конституционно право в Югозападния университет "Неофит Рилски", предприемач, председател на Института за модерна политика.

## Биография
Борислав Цеков завършва право в Софийския университет „Св. Климент Охридски“ през 1994 г. Специализира в областта на политическите науки, предизборните кампании, човешките права, европейското право и антикорупционните политики в САЩ (1998, 2004 и 2006), Белгия (1997), Япония (1999), Италия (2004) и Португалия (1993).
През 2016 г. получава научна степен „доктор по конституционно право“ от Института за държавата и правото при БАН.
През 2023 г. с решения на Научно жури с председател проф. дн Георги Близнашки и на Факултетния съвет на Правно-историческия факултет е избран за редовен Доцент по конституционно право в Югозападния университет "Неофит Рилски", където преподава Конституционно право, Сравнително конституционно право и История на държавата и правото   
В периода 2005 – 2010 г. Борислав Цеков е главен секретар на Омбудсмана на Република България, където изиграва основна роля за създаването на тази нова за България институция и за нейното издигане като конституционен орган през 2006.
От ноември 2015 г. е член на Консултативния конституционен съвет при омбудсмана на Република България, а от март 2017 до октомври 2019 г. е член на правния съвет на президента Румен Радев. 
 В периода 1996-2001 г. е старши съветник в Правната дирекция на Народното събрание.

### Други обществени длъжности
Цеков е основател и председател на Управителния съвет на Института за модерна политика.

### Публикации
Монографии и научни студии в областта на конституционното право: 
- "Държава и религия: конституционни модели" (2023) под научната редакция на професор, доктор на науките Георги Близнашки и с научни рецензенти: професор, доктор Габриела Белова и професор, доктор на науките Владимир Чуков;
.
- "Конституционният институт на извънредното положение"; .
- „Антиеврейските ограничения от Античността до XX век – правноисторически и сравнителноправни аспекти“, публикувана в сборника с правни изследвания „Антиеврейските ограничения в Европа и света“, издаден от Центъра за еврейски изследвания при Философския факултет на СУ „Св. Климент Охридски“ и Института за модерна политика;

Монография в областта на политическите науки:
- "Доктрината "Тръмп" срещу неолибералния глобализъм", под научната редакция на професор, доктор Желка Генова

В периода 1993 – 2024 г. Борислав Цеков е автор на повече от 500 аналитични статии и коментари в периодичния печат по законодателни и политически теми. Има множество научни и научнопопулярни публикации в специализирани правни издания като „Административно правосъдие“, „Седмичен законник“, „Право и икономика“, „Общество и право“. Част от тях са издадени в сборник "50 крачки отвъд матрицата", под съставителството на социолога д-р Петко Петков. 
Автор и съставител на изданието „Гражданско участие в конституционното правосъдие“, 2014.
През февруари 2012 г. издателство „Сиела“ издава неговата книга „Ню Йорк – олтарът на модерния свят“ – историко-политическо изследване на историята, лайфстайла и политиката на Ню Йорк.
През декември 2014 г. е публикуван Специален доклад „TTIP – пътят към корпоративното робство“, в който Цеков е ръководител на авторския колектив.

### Обществена и политическа дейност

#### Ранни обществени прояви
Веднага след промените Борислав Цеков става член на Федерацията на клубовете за демокрация – една от организациите-учредителки на демократичната опозиция СДС, в която участват Петко Симеонов, Желю Желев, писателите Георги Мишев и Марко Ганчев и др. Тази организация с либерална платформа се разпада в периода 1996 – 97 г.
През 2000 г. в обширна статия във в. „168 часа“ (брой от 26 май – 1 юни 2000 г.) под заглавие „Да съсечем политическата система“, Цеков формулира своите идеи за „структурна реформа на политическата система, насочена към разширяване на гражданското участие и подобряване на взаимодействието между институциите“, за въвеждане на нова преференциална избирателна система, възможност за граждански непартийни листи, правила за прозрачност във финансирането на партиите и нов закон за референдумите. С тези идеи той участва в различните форми на организирания либерализъм и опитите за създаване на устойчив либерален политически субект в България след 1989 г.. По време на парламентарния си мандат осъществява активна законодателна дейност, базирана на тези идеи.

#### Народен представител в XXXIX народно събрание (2001-2005 г.)
Цеков е избран за народен представител от листата на НДСВ. Той е вносител на първия законопроект в XXXIX народно събрание още в първия ден на свикването му, на 5 юли 2001 – това е законопроект за вероизповеданията, който е приет и обнародван в „Държавен вестник" на 29 декември 2002 г. и допринася за преодоляване на последствията от държавно-политическата намеса в делата на БПЦ през периода 1992 – 2001 г. Сред тях са Законът за вероизповеданията, Законът за политическите партии, Законът за ордените и медалите, Законът за публичност на имуществото на висшите длъжностни лица, Законът за местното самоуправление и местната администрация, поправки и допълнения в НК, НПК, избирателните закони и др. Сред законопроектите, които Цеков внася в XXXIX НС, но не са приети, е законопроектът за публичност и регистрация на лобистите и лобистката дейност и промените в Закона за допитване до народа, с които се дава право на гражданите да предизвикват национален референдум и др. Извадки от парламентарните стенограми с по-важни негови парламентарни речи са публикувани в личния му блог.

#### Обществено-политическа активност след 2005 г.
След фактическия разпад на либералните формации НДСВ и „Новото време“, от 2009 г. Цеков продължава да отстоява тези свои идеи на гражданска основа. В президентските избори през 2011 г. Борислав Цеков и екип от оглавявания от него Институт за модерна политика изготвят доктрина за „граждански и надпартиен кандидат за президент“ и лансира тази политическа формула чрез президентската кандидатура на Меглена Кунева, получила 14 % от гласовете на 23 октомври 2011 г. Цеков е политически мениджър, член на Инициативния комитет и оглавява Стратегически комитет, който написва президентската платформа, основните политически тези и послания на кампанията. Представителите на Гражданската мрежа за модерна политика събират повече от 3000 подписа за седмица в подкрепа на кандидатурата на Кунева и ръководят корпуса на доброволците на кампанията.

## Критики и противоречия
Цеков е известен като критик на дейността на правозащитната организация Български хелзинкски комитет (БХК). Във връзка с позицията на организацията за правото на сдружаване на партията ОМО Илинден-Пирин, както и на алтернативния синод, Цеков определя служителите на БХК като „майкопродавци“; „душмани“; имплицитно назовавайки ги псевдоправозащитници; и обвинявайки ги в „антибългарски мотиви“ за позицията им.